# Episodi di Cin cin (terza stagione)
La terza stagione della serie televisiva Cin cin è andata in onda negli USA dal 27 settembre 1984 al 9 maggio 1985 sul canale NBC.
Con una media di telespettatori stimati di 16 720 000 ha raggiunto il 16º posto nella classifica degli ascolti secondo il Nielsen Rating.
| nº | Titolo originale                  | Titolo italiano                  | Prima TV USA      | Prima TV Italia |
| -- | --------------------------------- | -------------------------------- | ----------------- | --------------- |
| 1  | Rebound, Part 1                   | Boomerang: Parte 1               | 27 settembre 1984 |                 |
| 2  | Rebound, Part 2                   | Boomerang: Parte 2               | 4 ottobre 1984    |                 |
| 3  | I Call Your Name                  | Chi la fa l'aspetti              | 18 ottobre 1982   |                 |
| 4  | Fairy Tales Can Come True         | Anche le fiabe possono avverarsi | 25 ottobre 1984   |                 |
| 5  | Sam Turns the Other Cheek         | Il lupo perde il pelo            | 1º novembre 1984  |                 |
| 6  | Coach in Love: Part 1             | L'allenatore innamorato: Parte 1 | 8 novembre 1984   |                 |
| 7  | Coach in Love: Part 2             | L'allenatore innamorato: Parte 2 | 15 novembre 1984  |                 |
| 8  | Diane Meets Mom                   | La probabile suocera             | 22 novembre 1984  |                 |
| 9  | An American Family                | Una famiglia americana           | 29 novembre 1984  |                 |
| 10 | Diane's Allergy                   | Allergia di Diane                | 6 dicembre 1984   |                 |
| 11 | Peterson Crusoe                   | Norm Crusoe                      | 13 dicembre 1984  |                 |
| 12 | A Ditch in Time                   | Scampato pericolo                | 20 dicembre 1984  |                 |
| 13 | Whodunit?                         | Il sesto carico della cicogna    | 3 gennaio 1985    |                 |
| 14 | The Heart Is a Lonely Snipehunter | Caccia solitaria                 | 10 gennaio 1985   |                 |
| 15 | King of the Hill                  | Re della competizione            | 24 gennaio 1985   |                 |
| 16 | Teacher's Pet                     | Amore per il sapere              | 31 gennaio 1985   |                 |
| 17 | The Mail Goes to Jail             | In galera per corrispondenza     | 7 febbraio 1985   |                 |
| 18 | Bar Bet                           | La scommessa                     | 14 febbraio 1985  |                 |
| 19 | Behind Every Great Man            | Dietro ogni grande uomo          | 21 febbraio 1985  |                 |
| 20 | If Ever I Would Leave You         | Sono tornato, Carla              | 28 febbraio 1985  |                 |
| 21 | The Executive's Executioner       | Il killer aziendale              | 7 marzo 1985      |                 |
| 22 | Cheerio, Cheers                   | Addio, Cheers                    | 11 aprile 1985    |                 |
| 23 | The Bartender's Tale              | La missione del barista          | 18 aprile 1985    |                 |
| 24 | The Belles of St. Clete's         | Le ragazze ribelli di San Clete  | 2 maggio 1985     |                 |
| 25 | Rescue Me                         | Il matrimonio                    | 9 maggio 1985     |                 |